# Penny Century
Penny Century är det svenska indierockbandet The Bear Quartets debutalbum från 1992. Titeln är hämtad från en seriefigur med samma namn, från serien Love and Rockets (Locas) ritad av Jaime Hernandez.
I musiken kan man skönja influenser från amerikanska gitarrband som Sonic Youth, Dinosaur Jr och Pavement.

## Låtlista
1. "The Juiceman" - 4:08
2. "Headacher" - 3:17
3. "20" - 2:39
4. "Hrnn Hrnn" - 3:35
5. "Spoon" - 3:15
6. "Bob" - 3:01
7. "Private Sue" - 5:40
8. "Dead Speedy" - 3:03
9. "Tenderversion" - 3:52
10. "Elvis Beach" - 4:41
11. "I Got the Door" - 2:41
12. "Sandi Morning" - 7:52
13. "Broke" - 2:17